# 勝田南
勝田南（かちだみなみ）は、神奈川県横浜市都筑区の地名。現行行政地名は勝田南一丁目から勝田南二丁目。住居表示実施済区域。

## 地理
都筑区の東部に位置しており、北に勝田町、東に新栄町、南に仲町台、南西に茅ケ崎南、北西に茅ケ崎東と接している。

### 面積
面積は以下の通りである。
| 丁目         | 面積（km²） |
| ------------ | ----------- |
| 勝田南一丁目 | 0.123       |
| 勝田南二丁目 | 0.112       |
| 計           | 0.235       |

### 地価
住宅地の地価は、2025年（令和7年）1月1日の公示地価によれば、勝田南1-12-3の地点で32万4000円/m²となっている。

## 歴史

### 沿革
- 1989年（平成元年）2月27日 - 住居表示の実施[7]に伴い、勝田町、新吉田町、新羽町の各一部から、勝田南一丁目、勝田南二丁目を新設。横浜市港北区勝田南一丁目・勝田南二丁目となる[7][8]。
- 1994年（平成6年）11月6日 - 行政区再編成に伴い、都筑区を新設。横浜市都筑区勝田南一丁目・勝田南二丁目となる[9]。

### 町名の変遷
| 実施後       | 実施年月日                | 実施前（各町名ともその一部）       |
| ------------ | ------------------------- | ---------------------------------- |
| 勝田南一丁目 | 1989年（平成元年）2月27日 | 勝田町、新羽町（各一部）           |
| 勝田南二丁目 | 1989年（平成元年）2月27日 | 勝田町、新吉田町、新羽町（各一部） |

## 世帯数と人口
2025年（令和7年）6月30日現在（横浜市発表）の世帯数と人口は以下の通りである。
| 丁目         | 世帯数    | 人口    |
| ------------ | --------- | ------- |
| 勝田南一丁目 | 611世帯   | 1,316人 |
| 勝田南二丁目 | 639世帯   | 1,496人 |
| 計           | 1,250世帯 | 2,812人 |

### 人口の変遷
国勢調査による人口の推移。
| 年                 | 人口  |
| ------------------ | ----- |
| 1995年（平成7年）  | 1,820 |
| 2000年（平成12年） | 2,013 |
| 2005年（平成17年） | 2,266 |
| 2010年（平成22年） | 2,579 |
| 2015年（平成27年） | 2,903 |
| 2020年（令和2年）  | 2,881 |

### 世帯数の変遷
国勢調査による世帯数の推移。
| 年                 | 世帯数 |
| ------------------ | ------ |
| 1995年（平成7年）  | 739    |
| 2000年（平成12年） | 830    |
| 2005年（平成17年） | 789    |
| 2010年（平成22年） | 925    |
| 2015年（平成27年） | 1,056  |
| 2020年（令和2年）  | 1,113  |

## 学区
市立小・中学校に通う場合、学区は以下の通りとなる（2024年11月時点）。
| 丁目         | 番・番地等 | 小学校             | 中学校             |
| ------------ | ---------- | ------------------ | ------------------ |
| 勝田南一丁目 | 全域       | 横浜市立勝田小学校 | 横浜市立早渕中学校 |
| 勝田南二丁目 | 全域       | 横浜市立勝田小学校 | 横浜市立早渕中学校 |

## 事業所
2021年（令和3年）現在の経済センサス調査による事業所数と従業員数は以下の通りである。
| 丁目         | 事業所数 | 従業員数 |
| ------------ | -------- | -------- |
| 勝田南一丁目 | 23事業所 | 216人    |
| 勝田南二丁目 | 20事業所 | 86人     |
| 計           | 43事業所 | 302人    |

### 事業者数の変遷
経済センサスによる事業所数の推移。
| 年                 | 事業者数 |
| ------------------ | -------- |
| 2016年（平成28年） | 40       |
| 2021年（令和3年）  | 43       |

### 従業員数の変遷
経済センサスによる従業員数の推移。
| 年                 | 従業員数 |
| ------------------ | -------- |
| 2016年（平成28年） | 297      |
| 2021年（令和3年）  | 302      |

## 交通
- 神奈川県道45号丸子中山茅ヶ崎線

## 施設
- せせらぎ公園（所在地は新栄町であるが、一部のみ勝田南に入っている。）

## その他

### 日本郵便
- 郵便番号 : 224-0036[3]（集配局：都筑郵便局[19]）

### 警察
町内の警察の管轄区域は以下の通りである。
| 丁目         | 番・番地等 | 警察署     | 交番・駐在所   |
| ------------ | ---------- | ---------- | -------------- |
| 勝田南一丁目 | 全域       | 都筑警察署 | 仲町台駅前交番 |
| 勝田南二丁目 | 全域       | 都筑警察署 | 仲町台駅前交番 |